# Tierliebe

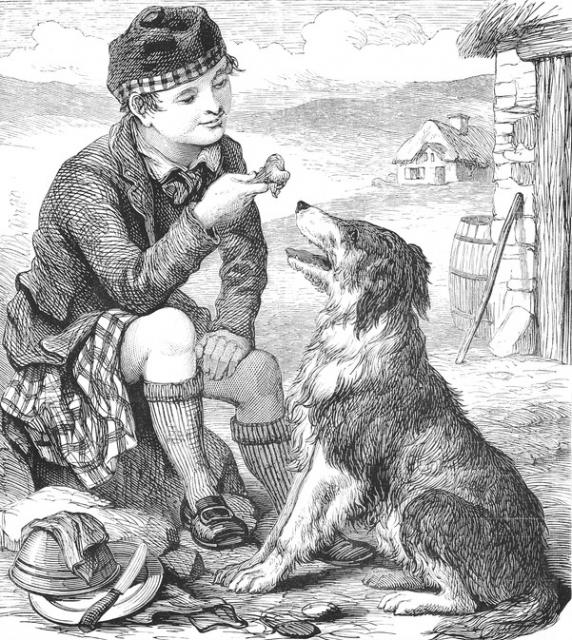
Tierliebe ist selektiv. Gemeinsames Abendessen. Zeichnung von Harrison Weir um 1880.

Als Tierliebe wird eine generelle oder individuelle, bisweilen auch als übertrieben empfundene menschliche Zuneigung zu (bestimmten) Tieren bezeichnet. Während ein ethisches Verhältnis von Menschen zu Tieren im Allgemeinen auf das Wohl der Tiere gerichtet ist und sich unter anderem in der Ausgestaltung eines Tierschutzrechts ausdrückt, steht bei der Tierliebe häufig ein als Mitgefühl empfundenes individuelles Motiv wie etwa zu einem Haus- oder Heimtier des Tierhalters im Vordergrund.

## Definitionsversuche
Eine eindeutige Definition für Tierliebe gibt es nicht. Nach Schneider und Huttenlau bezeichnet sie das „Akzeptieren der Eigenständigkeit des Tieres“, welches ein Bewusstsein voraussetzt, das Tier und Mensch „Teile der Natur“ sind und „in einem Verwandtschaftsverhältnis“ stehen. Gerhard Staguhn bezeichnet dagegen Tierliebe als ein zum Teil „brutales Aneignen, gefangen halten, Unterwerfen“ sowie „Ausnutzen von Tieren“. Der Begriff suggeriere, dass Tierhaltung auf gegenseitiger Liebe beruhe.
Horst Stern (1922–2019) widmete als Wissenschaftsjournalist einen Teil seines, der Ökologie gewidmeten Lebenswerks dem Kampf gegen „falsch verstandene Tierliebe“, die ihm „ein Gräuel war“ (siehe auch: Sterns Stunde).
Die individuelle Tierliebe ist nach Jean-Claude Wolf in gesellschaftlich-kulturelle Wertvorstellungen eingebunden. Gesellschaftlich verankerten Präferenzen für bestimmte Tiere steht eine Abneigung anderer Tiere gegenüber. Die Bevorzugung von Haustieren wie Hund oder Katze wird als idiosynkratisch bezeichnet, weil sie genauso wenig rational begründbar ist wie die gleichzeitige Angst vor Spinnen oder Schlangen. Domestizierte Säugetiere genießen generell eine bevorzugte Stellung, abgesehen von kulturellen Tabus, wonach etwa in arabisch-islamischen Gesellschaften der Hund aus religiösen Gründen als unrein gilt. Tierliebe sei demnach nicht deckungsgleich mit der Sorge um das Wohl des Tieres.
Eine Studie von Brown et al. (1972) wies darauf hin, dass eine pathologische Tierliebe zu einer Verlagerung und Abwendung zu anderen Menschen führen könne. Irrationale Tierliebe lässt sich – so Ebermut Rudolph – psychologisch als eine gefühlte Schicksalsverbundenheit interpretieren: Das Tier wird zur Vorstellung eines Alter Ego. Der Tierfreund vermenschliche zunehmend sein Haustier, bis er durch immer intensiveren Kontakt mit dem Tier allmählich dessen Verhaltensweisen und physiognomische Merkmale bis zu einem gewissen Grad übernimmt. In der Mythologie beschreiben Erzählungen vom Werwolf, wie sich ein Mensch in einen Wolf verwandelt und dabei nicht nur dessen Gestalt, sondern auch sein Wesen annimmt.
In der politischen Diskussion um Tierschutzgesetze wirbt nach Ullrich Melle die Tierschutzlobby für ein in der Gesellschaft verankertes Mitgefühl für Tiere. Sogenannte Tierliebhaber hätten den unbedingten Schutz des Tieres im Blick, was oftmals naturwissenschaftlich zu begründenden Argumenten entgegenstehe, wonach zur Erhaltung eines Ökosystems unter Umständen auch die Verminderung einzelner Tierpopulationen geboten sein könne.